# Az-Zajzafun
Az-Zajzafun (arab. الزيزفون) – wieś w Syrii, w muhafazie Aleppo. W 2004 roku liczyła 820 mieszkańców.